# Les Vestiges du jour (film)
Pour les articles homonymes, voir Les Vestiges du jour.
Pour plus de détails, voir Fiche technique et Distribution.
Les Vestiges du jour (The Remains of the Day) est un film américano-britannique réalisé par James Ivory sorti en 1993, inspiré du roman du même nom de Kazuo Ishiguro.

## Résumé
En 1959, Miss Kenton écrit à son ancien chef, Mr Stevens, au sujet de la mort récente du maître de celui-ci, Lord Darlington, un comte anglais ; ils ont été tous deux à son service avant-guerre, elle comme intendante et lui comme majordome. Elle évoque aussi un scandale qui a éclaté après la guerre ayant impliqué le comte. Afin d'aller rendre visite à Miss Kenton, Stevens obtient un congé de son nouveau patron, riche américain nommé Lewis qui a racheté le domaine Darlington. Chemin faisant, dans la vieille limousine Daimler que Lewis lui a prêtée, Stevens repense au jour de 1936 où il a engagé Miss Kenton.
En 1936, le majordome Stevens, responsable de toute la domesticité du domaine Darlington, fait engager son père au passé prestigieux comme majordome-adjoint et une efficace Miss Kenton comme intendante. Celle-ci va se révéler excellente professionnelle, admiratrice des qualités réelles de Stevens bien que parfois en conflit avec lui. Celui-ci – quadragénaire consciencieux, réservé, témoignant d'une autorité naturelle – a totalement intériorisé les devoirs de sa charge sur laquelle il centre son existence. Appréciant réellement la personnalité et la compagnie de Miss Kenton, il se refuse d'y voir une autre raison que professionnelle.
Toujours en 1936, le comte organise à Darlington une conférence internationale : l'Allemagne souhaite recouvrer sa dignité d'antan et se remilitariser (dans le livre, cette conférence a lieu en 1923 ; en 1936, non seulement l'Allemagne était déjà remilitarisée, mais appuyait la guerre d'Espagne de toute sa force aérienne). Ses invités et lui désirent la soutenir politiquement. Seul un membre du Congrès américain, le sénateur Lewis, se manifeste fermement contre la menace nazie. Les intervenants présents, dont le Français Dupont d'Ivry, sont même accusés par Lewis d'être de simples « amateurs » dans un monde régi désormais par une cynique realpolitik. Stevens gère la logistique de cette manifestation avec une telle implication que le décès de son père, survenant au même moment, passe au second plan, à la grande admiration du père pour son fils, et avec l'aide discrète et dévouée de Miss Kenton.
Années d'avant-guerre : Stevens est contraint par Lord Darlington de licencier deux réfugiées allemandes parce qu'elles sont juives, motif contre lequel proteste Miss Kenton. Bouleversé par la décision de son maître, il ne laisse cependant rien paraître de son sentiment, qu'il ne se sent pas qualifié pour exprimer. Miss Kenton, ne se sentant pas soutenue, menace de démissionner, sans toutefois passer à l'acte. Plus tard, Lord Darlington, pris de remords (« Ce que nous avons fait est mal »), cherche à faire retrouver les jeunes filles pour les aider. Alors que Stevens affirme qu'il partageait son avis depuis le début, Miss Kenton lui dit en reproche : « Monsieur Stevens, pourquoi ne dites-vous donc jamais ce que vous ressentez ? ».
1959. Dans un pub où il s'est arrêté, l'allure et les excellentes manières de Stevens le font prendre pour un respectable aristocrate par les clients, et il se laisse prendre à ce jeu : il admet avoir vu Churchill, en se gardant bien de préciser dans quel contexte. Le médecin du village n'est pas dupe et, lorsque tous deux se retrouvent seuls, pose une question concernant « le traître Darlington ». Stevens répète, fort gêné toutefois, qu'il n'avait pas à juger son maître, que chacun peut faire une erreur et que lui-même entreprend justement ce voyage pour essayer d'en réparer une.
1939. Lors d'une autre soirée de décideurs anglais, l'un d'eux veut tester la compréhension que peut avoir le peuple de la situation internationale tendue et il questionne à cet effet Stevens, lequel est incapable de donner quelque avis que ce soit. Un autre jour, Miss Kenton qui a surpris Stevens en pleine lecture s'étonne que ce soit juste un roman sentimental, à l'eau de rose. Stevens affirme ne lire que pour travailler son anglais. Faute de réponse sentimentale de Stevens qu'elle admire, elle commence à fréquenter Mr Benn, majordome d'un autre lord, qui finit par la demander en mariage. Quand elle l'annonce à Stevens d'un air de défi, celui-ci se contente de la féliciter sans chaleur. Peu après, il l'entend pleurer à travers la porte de sa chambre, mais se contente de lui faire remarquer la saleté d'une alcôve, sans intervenir ni poser de questions.
1939. Une nouvelle entrevue, quasi clandestine, a lieu à Darlington, à laquelle participent le premier ministre du Royaume-Uni, Neville Chamberlain, et l'ambassadeur d'Allemagne Ribbentrop : la politique d'Hitler, en particulier ses visées sur la Bohême, est soutenue par tous les intervenants. Le discours autoritaire est désormais bien loin de l'esprit conciliant et amical de la conférence de 1936.
1959. Stevens rencontre Miss Kenton ; cela fait vingt ans qu'ils ne se sont pas vus. Ils discutent de tout et de rien, de son mariage raté à elle, mais aussi du procès que Lord Darlington a perdu après la Guerre alors qu'il voulait défendre son honneur. Stevens offre à Miss Kenton de revenir à Darlington. Venant d'apprendre la grossesse de sa fille, celle-ci se voit contrainte de ne pas accepter. Ils se quittent… mais les frustrations liées à leur attirance réciproque sont toujours bien présentes.
À la fin, alors que Stevens discute avec Lewis, un pigeon parvient à entrer dans la salle de réception du château. Ils arrivent finalement à le faire ressortir et là en plongée on voit, par la fenêtre, Stevens mélancolique : le pigeon peut maintenant vagabonder où il veut ; tandis que lui reste en poste à l'intérieur du château auquel il a consacré sa vie. L'image monte alors en s'éloignant lentement de la grande bâtisse, seule au cœur du vaste domaine, cerné de vallons et de bois.

## Fiche technique
- Titre original : The Remains of the Day
- Titre français : Les Vestiges du Jour
- Réalisation : James Ivory
- Scénario : Ruth Prawer Jhabvala, d'après le roman de Kazuo Ishiguro
- Image : Tony Pierce-Roberts
- Musique : Richard Robbins
- Son : Colin Miller Dolby stéréo
- Montage : Andrew Marcus
- Production : John Calley, Ismail Merchant et Mike Nichols
- Distributeur : Columbia Pictures
- Pays de production :  Royaume-Uni et  États-Unis
- Format : 2.35:1 Couleurs par Technicolor
- Genre : drame et romance
- Durée : 134 minutes
- Date de sortie :
  - États-Unis : 5 novembre 1993
  - France : 23 février 1994

## Distribution
- Anthony Hopkins (VF : Bernard Dhéran ; VQ : Ronald France) : Stevens
- Emma Thompson (VF : Béatrice Agenin ; VQ : Élise Bertrand) : miss Kenton
- James Fox (VF : Michel Paulin ; VQ : Hubert Gagnon) : lord Darlington
- Christopher Reeve (VF : lui-même ; VQ : Jean-Luc Montminy) : Lewis
- Peter Vaughan (VQ : Yves Massicotte) : William Stevens
- Hugh Grant (VF : Bernard Gabay ; VQ : Daniel Picard) : Reginald Cardinal
- Tim Pigott-Smith (VF : Michel Papineschi) : Thomas Benn
- John Haycraft (VF : Jean Barney) : l'enchérisseur
- Michael Lonsdale (VF : lui-même ; VQ : Vincent Davy) : Giscard Dupont d'Ivry
- Brigitte Kahn (en) (VF : Éléonore Hirt) : la baronne
- Jeffry Wickham (en) : le vicomte Bigge
- Paula Jacobs (en) : madame Mortimer, la cuisinière
- Ben Chaplin (VF : Serge Faliu ; VQ : Gilbert Lachance) : Charlie
- Rupert Vansittart (VF : Claude Giraud) : sir Geoffrey Wren
- Patrick Godfrey (VF : René Bériard) : Spencer
- Peter Halliday (en) (VF : Roland Ménard) : Canon Tufnell
- Peter Cellier (en) (VF : Jacques Brunet ; VQ : Edgar Fruitier) : sir Leonard Bax
- Pip Torrens (VF : Edgar Givry) : le Dr Richard Carlisle
- Frank Shelley : le Premier ministre, Neville Chamberlain
- Peter Eyre : le ministre des Affaires étrangères, Lord Halifax
- Wolf Kahler : l'ambassadeur d'Allemagne, Joachim von Ribbentrop
- Lena Headey (VF : Claire Guyot) : Lizzie
- John Savident (en) (VQ : Yves Corbeil) : le Dr Meredith
- Steve Dibben : George
- Abigail Harrison : une femme de chambre
- Terence Bayler (VF : Henri Poirier) : Trimmer
- Tony Aitken (en) : le postier
- Christopher Brown (VF : Bernard Musson) : un ami de sir Geoffrey Wren
- Paul Copley (VF : Marc François) : Harry Smith
- Ian Redford (en) : Publican
- Jo Kendall (en) : la femme de Publican
- Jestyn Phillips : un employé du Foreign Office
- Roger McKern (VF : François Jaubert) : l'agent de police

## Autour du film
Le domaine de Dyrham Park sert comme lieu de tournage en tant que Darlington Hall.
Les comédiens Peter Vaughan et Lena Headey joueront dans les années 2010 dans la série d’HBO Game of Thrones. 

### Niveaux du film
Le film joue en permanence sur trois niveaux imbriqués :
- l'Histoire, politique, avec un grand H ;
- l'histoire relative à la vie de Darlington Hall, anecdotique ;
- et, enfin, l'histoire personnelle qui aurait pu exister entre Stevens et Miss Kenton, animés par le même idéal de perfection; cet idéal pour lequel Stevens a cependant relégué au second plan sa vie personnelle, malgré les efforts de Miss Kenton dès son arrivée.

### Le livre de Kazuo Ishiguro
Le film suit de très près le livre, à deux détails près : 
- en a été supprimée la scène de la colline (qui contient dans le livre la première référence au titre) ;
- le réalisateur et la scénariste ont jugé préférable de remplacer le personnage de M. Farraday, acquéreur du château après guerre dans le livre, par M. Lewis, qui était le participant protestataire de la conférence. L'échelle de temps a également été concentrée (la première conférence a lieu en 1936 dans le film, en 1923 dans le livre ; de ce décalage résulte une anomalie : l'Allemagne demande son réarmement en 1936, alors qu'en réalité elle l'engageait déjà en 1935).

Kazuo Ishiguro a expliqué dans une interview[réf. souhaitée] avoir voulu réaliser une fable sur la colonisation : à tort ou à raison, le colonisé garde un vague sentiment que son colon lui est, dans un domaine ou un autre, supérieur. La même relation se retrouve entre Stevens et Lord Darlington, et est pour ainsi dire décrite de l'intérieur, à l'insu même de l'intéressé, Stevens. Le thème est cousin de celui de La Route des Indes, roman d'E.M. Forster porté au cinéma par David Lean en 1984.

### La collaboration d'Harold Pinter
Bien qu'il ait été rémunéré comme conseiller, le dramaturge Harold Pinter a refusé d'apparaître au générique car son propre scénario pour ce film a été réécrit par Ruth Prawer Jhabvala. Celle-ci n'a conservé que sept de ses scènes.

### Réalisation
James Ivory et Anthony Hopkins ont veillé à ce que non seulement Stevens ne soit jamais ridicule dans son attachement à sa fonction, mais qu'au contraire son idéal ne soit pas exempt de grandeur : dignité et conscience professionnelle du majordome font l'objet de nombreux actes et réflexions de sa part tout au long du film comme du livre. Quant à Lord Darlington, James Fox le campe dans le film comme un brave homme abusé à la fois par ses interlocuteurs et ses bons sentiments. Il est le digne représentant de l'Ancien Monde, celui de l'honneur, de l'ordre, domaine de la règle, et non pas de la realpolitik et de l'affairisme, domaine de la lutte, comme le rappelle le participant Lewis, américain. Les conséquences dramatiques de ces malentendus sont rappelées à plusieurs reprises. On apprendra par exemple que M. Cardinal, son filleul, est décédé au front. Pendant son voyage, Stevens se montrera pensif et mal à l'aise en considérant la chambre du fils de ses hôtes, décédé lui aussi à la guerre. L'ensemble évoque une fatalité qui dépasse les protagonistes et rappelle le mécanisme de la tragédie grecque.
Pour la petite histoire, ni Kazuo Ishiguro (qui a été présent sur le tournage du film) ni James Ivory ni Anthony Hopkins ne connaissaient avec précision le travail exact d'un majordome. C'est un majordome retraité du palais de Buckingham qui accepta de leur servir de conseiller technique et leur apprit une technique exposée dans le film : utiliser une règle graduée pour mettre la table afin que l'alignement des verres ne souffre d'aucun défaut.
Le DVD ainsi que le Blu-Ray comporte trois scènes que le réalisateur, soucieux d'éviter au spectateur toute insistance, a éliminées au montage.

### Lieux de tournage
- Gloucestershire
  - Dyrham Park, scènes extérieures
  - Badminton House

- Somerset
  - Bath
  - Weston-super-Mare (Grande jetée, Royal Hotel, Winter Gardens Pavilion, Highbury Hotel)
  - Clevedon (front de mer)
  - Limpley Stoke (bureau de poste)
  - Norton St Philip (George Inn)
  - Limpley Stoke (Hop Pole Inn)

- Devon
  - Kenton (Powderham Castle (en)), scènes intérieures

- Wiltshire
  - Corsham (Corsham Court), scènes intérieures

## Récompenses et distinctions
Ce film a eu de nombreux prix et nominations. Entre autres :
- Oscars 1994 :
  - Nomination Oscar du meilleur film
  - Nomination Oscar du meilleur réalisateur pour James Ivory
  - Nomination Oscar du meilleur acteur pour Anthony Hopkins
  - Nomination Oscar de la meilleure actrice pour Emma Thompson
  - Nomination Oscar du meilleur scénario adapté pour Ruth Prawer Jhabvala (adaptation du roman éponyme de Kazuo Ishiguro)
  - Nomination Oscar de la meilleure musique de film pour Richard Robbins
  - Nomination Oscar de la meilleure création de costumes
  - Nomination Oscar des meilleurs décors

- Golden Globes 1994 :
  - Nomination Golden Globe du meilleur film dramatique
  - Nomination Golden Globe du meilleur réalisateur pour James Ivory
  - Nomination Golden Globe du meilleur acteur dans un film dramatique pour Anthony Hopkins
  - Nomination Golden Globe de la meilleure actrice dans un film dramatique pour Emma Thompson
  - Nomination Golden Globe du meilleur scénario pour Ruth Prawer Jhabvala

- British Academy Film Awards 1994 :
  - Nominations dans les 5 mêmes catégories qu'au-dessus, et une sixième pour le British Academy Film Award de la meilleure photographie pour Tony Pierce-Roberts